# George H.W. Bushs holdning til broccoli
USA's 41. præsident George H.W. Bush nævnte adskillige gange sin holdning til broccoli, der var negativ.
Den første gang, det er offentligt kendt, at Bush udtalte kritik af grøntsagen var i marts 1990, da han lavede en vittighed om, at arbejderne på kontoret for personaleledelse ville få deres fortjeneste udbetalt "i broccoli". Kort efter lavede en journalist fra US News and World Report historien om, at Bush forbød grøntsagen fra Air Force One. Som svar lovede broccoli-producenterne i Amerika at sende et antal lastbiler af grøntsagen til Det Hvide Hus.
På spørgsmålet, om han havde mistet 'afstemningen om broccoli' på grund af sine kommentarer, fremsatte Bush følgende afslappede bemærkning om grøntsagen uden for Det Hvide Hus i en udveksling med journalister:
 I do not like broccoli. And I haven't liked it since I was a little kid. And my mother made me eat it. And I'm President of the United States. And I'm not gonna eat any more broccoli! ... For the broccoli vote out there, Barbara loves broccoli. She's tried to make me eat it. She eats it all the time herself. So, she can go out and meet the caravan of broccoli that's coming in from Washington.

 — George H. W. Bush
George S. Dunlop, præsident for United Fresh Fruit and Vegetable Association, gav First Lady Barbara Bush en buket af grøntsagen og yderligere 10 tons i lastbiler. Et par dage derefter var Bush vært for en statsmiddag for at ære Tadeusz Mazowiecki, Polens premierminister, og journalister bemærkede, at der ikke var nogen broccoli på menuen, da de fleste af de 10 tons broccoli, som landmændene havde givet præsidentens familie, var blevet doneret til Capital Area Food Bank.

## Analyse
Analyser viser, at Bush nævnte sit had mod grøntsagen 70 gange, mens han var i offentligt embede. Hans tale om broccoli blev betragtet som ude af kontakt med de fleste amerikanere; Broccoli var ved at blive mere populær i USA og var blevet betragtet som "80'ernes grøntsag".
Bushs anti-broccoli-kommentarer faldt ikke godt sammen med USAs landbrugssamfund og åbnede for en landsdækkende debat om Bushs spisevaner, især hans forkærlighed for usunde fødevarer såsom oksekød, såvel som hans ulovlige spisevaner.  Mange forældre, der prøvede at få deres børn til at spise grøntsager, blev rasende over præsidentens kommentarer. Hans tilstand i skjoldbruskkirtlen (senere meddelt at være Graves sygdom) fik mange amerikanere til at skrive til præsidenten og sagde, at han skulle have spist mere broccoli på grund af dets sundhedsmæssige fordele.
Det blev set sammen med hans senere opkastning (hvor han opkastede på Japans premierminister, Kiichi Miyazawa, efter et strejf af 24-timers influenza) som et eksempel på en af Bushs tendens til politiske fortalelser.

## Eftermæle
Selv da han forlod præsidentembedet, talte Bush om sin modvilje mod broccoli på Twitter. I 1992 kørte Hillary Clinton og Tipper Gore - koner til de demokratiske kandidater Bill Clinton og Al Gore - på kampagnen "Lad os sætte broccoli i Det Hvide Hus igen" i 1992.
I 2001 forårsagede George HW Bushs søn, den 43. amerikanske præsident George W. Bush, næsten en diplomatisk hændelse, efter at han gav "tommelfinger-ned" til broccoli på statsbesøg i Mexico; Mexicos præsident på det tidspunkt, Vincente Fox, var en ivrig broccoli-avler og ejede en betydelig broccoli-gård i landet.
'Broccoli-argumentet' blev et symbol for dem, der var imod sundhedsreform i USA, foreslået af og Barack Obama, som et eksempel på at tvinge den amerikanske offentlighed til at købe noget, de finder usmageligt på grund af dets gavnlige karakter. Det første eksempel på denne anvendelse var i en CNS News- kolonne fra 2009 med titlen "Kan Obama og Kongressen beordre dig til at købe broccoli?" "Broccoli-argumentet" blev henvist til af den tidligere konservative højesteretsdommer Antonin Scalia i sin anti- Obamacare- opsummering i 2012, der sagde: "Alle skal købe mad før eller senere. Derfor kan du få folk til at købe broccoli".
44. præsident for USA, Barack Obama, meddelte i 2013, at hans yndlingsgrøntsag var broccoli ved en anti-fedme begivenhed for børn. Disse bemærkninger blev straks sammenlignet med dem fra George HW Bush og ABC News's Liz Neporent sagde, at broccoli "længe har været en politisk grøntsag". Imidlertid stillede mange spørgsmålstegn ved rigtigheden af hans kommentarer, da han var blevet set spise junkfood, burgere og hotdogs gennem hele kampagnestien.
George W. Bush nævnte sin fars modvilje mod broccoli i en lovprisning ved hans begravelse i 2018.